# Dendrochilum magaense
Dendrochilum magaense är en orkidéart som beskrevs av Jeffrey James Wood. Dendrochilum magaense ingår i släktet Dendrochilum och familjen orkidéer. Inga underarter finns listade i Catalogue of Life.